# San Pietro in Borgo
San Pietro in Borgo ou Igreja de São Pedro em Borgo é um oratório situado na Piazza del Sant'Uffizio, em Roma, perto da Porta Cavalleggeri. Apesar de localizado no rione Borgo de Roma, é uma das propriedades extraterritoriais da Santa Sé em Roma.
A igreja, atualmente integrada ao Palácio do Santo Ofício, é de origem medieval e conhecida nos documentos antigos com o nome de San Salvatore in Ossibus, por causa do cemitério vizinho utilizado por peregrinos, ou San Salvatore in Terrione, que seria uma referência a uma torre da Porta Cavalleggeri que não existe mais. Contrário a esta tese, defende Hulsen:
| “ | o nome deriva de um subúrbio ou de um distrito chamado "Terrione" que ficava fora da Porta Cavalleggieri, no Vale dos Fornaci; não há fontes para a forma 'Turrione' ou 'Turrionis' e, portanto, a etimologia do nome derivado das torres da Cidade Leonina não tem fundamento... Não se deve confundir, como fizeram Armellini e Kehr, com a pequena capela de San Salvatoris in Ossibus no mercado (macello) e cujas ruínas ainda existem no Campo Santo Teutônico. | ” |

A igreja já constava entre as basílicas do Vaticano nas bulas de 1053, 1158 e 1186. Ela foi anexada a Schola Francorum, o hospício para os peregrinos franceses em Roma para visitar o Túmulo de São Pedro. Foi restaurada na época do papa Nicolau V (r. 1447–1455), mas foi abandonada logo depois e parcialmente destruída durante a construção do Palácio do Santo Ofício .
Foi restaurada como oratório em 1923. Dentro, há afrescos do século XV, com destaque para uma imagem da "Madona com o Menino". Repousam ali também os restos do cardeal Alfredo Ottaviani.